# 9-я воздушная армия (СССР)
9-я воздушная армия — оперативное формирование (объединение, воздушная армия) авиации РККА Вооружённых сил СССР во время Великой Отечественной войны.

## Наименования
- 9-я воздушная армия;
- 54-я воздушная армия (с 10 января 1949 года);
- 1-я воздушная армия (с 1 апреля 1957 года);
- 1-я воздушная Краснознамённая армия (30 апреля 1975 года);
- Войсковая часть (Полевая почта) 65311;
- Войсковая часть (Полевая почта) 06804 (с 01.04.1957 г.).

## Преобразование
- 1 апреля 1957 года объединена с 29-й воздушной армией и вошла в состав 1-й Краснознаменной воздушной армии.

## История
Сформирована 15 августа 1942 года на основании приказа НКО СССР от 27 июля 1942 г. на базе ВВС 1-й, 25-й и 35-й общевойсковых армий Дальневосточного фронта.
В августе 1945 года 9-я воздушная армия, укреплённая 19-м бомбардировочным корпусом, вошла в 1-й Дальневосточный фронт. Армия участвовала в советско-японской войне и, в частности, в Харбино-Гиринской операции. 9 августа бомбардировала военные объекты в районах городов Чанчунь и Харбин, осуществляла авиационную поддержку 1-й Краснознамённой и 5-й армий при прорыве обороны японских военных сил.
С 10 по 17 августа поддерживала наступление войск 1-го Дальневосточного фронта на Харбин и Чанчунь. С 18 августа армия обеспечивала высадку десантов на аэродромы Харбина, Гирина, Яньцзи, Вонсана, Хамхына и др.
За время своего существования армия произвела более 4400 боевых вылетов

## В составе объединений
| Дата          | Фронт (округ)                 | Примечания                           |
| ------------- | ----------------------------- | ------------------------------------ |
| 15.08.1942 г. | Дальневосточный фронт         | -                                    |
| 19.03.1945 г. | Приморская группа войск       | -                                    |
| 05.08.1945 г. | 1-й Дальневосточный фронт     | -                                    |
| 01.10.1945 г. | Приморский военный округ      | -                                    |
| 20.02.1949 г. | Приморский военный округ      | переименована в 54-ю воздушную армию |
| 01.06.1953 г. | Дальневосточный военный округ | -                                    |
| 01.04.1957 г. | Дальневосточный военный округ | объединена с 29-й воздушной армией   |

## Командный состав
Командующие армией
- Сенаторов А. С. (27.07.1942 — 18.09.1944), генерал-майор авиации
- Виноградов В. А. (18.09.1944 — 28.06.1945), генерал-майор авиации
- Соколов И. М. (28.06.1945 — до конца советско-японской войны), генерал-полковник авиации
- Слобожан Д. Я. (декабрь 1946 — март 1949), генерал-майор авиации
- Рыкачёв Ю. Б. (февраль 1955 — июнь 1956), генерал-майор авиации (54 ВА)

Зам. командующего по политчасти
- Колотильщиков Н. М. (27.07.1942 — 26.04.1945), ст. батальонный комиссар, с 20.12.1942 полковник
- Хоробрых Ф. Н. (26.04.1945 — 03.09.1945), генерал-майор авиации

Начальники штаба
- Исаев C. Н.  (27.07.1942 — 28.06.1945), полковник, с марта 1943 генерал-майор авиации
- Степанов А. В. (28.06.1945 — до конца советско-японской войны), генерал-майор авиации

## Участие в операциях и битвах
- Маньчжурская операция с 9 августа 1945 года по 2 сентября 1945 года.
- Харбино-Гиринская наступательная стратегическая операция с 9 августа по 2 сентября 1945 года

## Благодарности Верховного Главнокомандующего
- За отличные боевые действия в боях с японцами на Дальнем Востоке[3]

## Боевой состав к началу Советско-японской войны
- 19-й бомбардировочный авиационный корпус (генерал-лейтенант авиации Волков Н. А.)
  - 33-я бомбардировочная авиационная дивизия (полковник Коробейников Т. С.)[4][5]
    - 10-й бомбардировочный авиационный полк (Ил-4)[5];
    - 290-й бомбардировочный авиационный полк (Ил-4)[5];
    - 442-й бомбардировочный авиационный полк (Ил-4)[5];

  - 55-я бомбардировочная авиационная дивизия (Ил-4)[5]:
    - 303-й бомбардировочный авиационный полк (Ил-4)[5];
    - 443-й бомбардировочный авиационный полк (Ил-4)[5];
    - 444-й бомбардировочный авиационный полк (Ил-4)[5];

  - 94-я отдельная авиационная эскадрилья связи;
  - 18-й отдельный батальон связи;
  - 102-я отдельная рота связи;
  - 3153-я военно-почтовая станция.
- 34-я бомбардировочная авиационная дивизия (полковник Калинушкин М. Н.)[5]:
  - 36-й бомбардировочный авиационный полк[5];
  - 59-й бомбардировочный авиационный полк[5];
  - 538-й бомбардировочный авиационный полк[5];
  - 531-й истребительный авиационный полк (Як-9М)[5].
- 251-я штурмовая авиационная дивизия (полковник Кислов А. А.)[5]:
  - 78-й штурмовой авиационный полк Ил-2[5],
  - 536-й штурмовой авиационный полк Ил-2[5],
  - 972-й штурмовой авиационный полк Ил-2[5],
- 252-я штурмовая авиационная дивизия (подполковник, с 30.08.45 г. полковник Макаров В. Х.)[5]:
  - 75-й штурмовой авиационный полк Ил-2[5],
  - 77-й штурмовой авиационный полк Ил-2[5],
  - 537-й штурмовой авиационный полк Ил-2[5],
  - 906-й штурмовой авиационный полк Ил-2[5],
- 32-я истребительная авиационная дивизия (полковник Федоренко Г. С.)[5]:
  - 47-й истребительный авиационный полк[5];
  - 304-й истребительный авиационный полк[5];
  - 535-й истребительный авиационный полк[5];
  - 776-й истребительный авиационный полк[5];
- 249-я истребительная авиационная дивизия (полковник Кондрат Е. Ф.)[5]:
  - 5-й истребительный авиационный полк (Як-3)[5];
  - 305-й истребительный авиационный полк (Як-9М)[5];
  - 582-й истребительный авиационный полк (Ла-5 и Ла-7)[5];
  - 781-й истребительный авиационный полк (Як-9)[5];
- 250-я истребительная авиационная дивизия (полковник Немцевич Ю. А.)[5]:
  - 48-й истребительный авиационный полк (Як-9)[5];
  - 361-й истребительный авиационный полк (Як-9)[5];
  - 917-й истребительный авиационный полк (Ла-7)[5];
  - 913-й истребительный авиационный полк (Ла-7)[5].